# 郭金林
郭金林（1913年—1990年），中国人民解放军将领、中国人民解放军开国少将。
曾任中国人民解放军南京军区后勤部财务部部长。1955年，授予中国人民解放军少将。